# Cantonul Saint-Pois
Cantonul Saint-Pois este un canton din arondismentul Avranches, departamentul Manche, regiunea Basse-Normandie, Franța.

## Comune
| Comune                    | Populație (1999) | Cod poștal | Cod INSEE |
| ------------------------- | ---------------- | ---------- | --------- |
| Boisyvon                  | ...              | 50800      | 50062     |
| La Chapelle-Cécelin       | ...              | 50800      | 50121     |
| Coulouvray-Boisbenâtre    | ...              | 50670      | 50144     |
| Lingeard                  | ...              | 50670      | 50271     |
| Le Mesnil-Gilbert         | ...              | 50670      | 50312     |
| Saint-Laurent-de-Cuves    | ...              | 50670      | 50499     |
| Saint-Martin-le-Bouillant | ...              | 50800      | 50518     |
| Saint-Maur-des-Bois       | ...              | 50800      | 50521     |
| Saint-Michel-de-Montjoie  | ...              | 50670      | 50525     |
| Saint-Pois                | ...              | 50670      | 50542     |